# Sonja Sohn
Sonja Sohn (Fort Benning, Georgia; 9 de mayo de 1964) es una actriz estadounidense conocida como Kima Greggs en el show de la cadena de televisión HBO, The Wire (2002-2008), por su papel de Trish Evans en Brothers & Sisters (2008–2009) y de Samantha Baker en Body of Proof (2011-presente). También es conocida por haber protagonizado la película independiente Slam, que ella coescribió. Su papel en The Wire la llevó a su trabajo actual como líder de una iniciativa de la comunidad de Baltimore llamada ReWired for Change.

## Biografía
Nació en Fort Benning, Georgia. Su padre es afroamericano y su madre coreana. Sus padres se conocieron cuando su padre estuvo destinado en Corea del Sur después de la Guerra de Corea. Asistió y se graduó de Warwick High School en Newport News.

## Carrera
Antes de ser actriz, Sohn era poetisa slam. Mientras realizaba su trabajo en el escenario, fue descubierta por Marc Levin, quien le ofreció un papel en su película Slam. También escribió letras y coescribió el guion. Pasó a ganar el Gran Premio del Jurado para la Película Dramática en el Festival de Cine de Sundance. Después de debutar en Slam, Sohn apareció en papeles menores en películas como Shaft y Bringing Out the Dead. También protagonizó las películas independientes Perfume, G y The Killing Zone. A lo largo de las cinco temporadas de la serie de HBO The Wire, tuvo un papel protagónico como la detective Kima Greggs. Luchó durante la primera temporada de The Wire y consideró renunciar porque tenía problemas para recordar sus líneas. También ha actuado como estrella invitada en muchos episodios de Cold Case como "Toni Halstead". Ganó el premio de la actriz de televisión de apoyo en los 2008 Asian Excellence Awards por su personaje en The Wire.
Tuvo un papel secundario en la película de Hollywood Step Up 2: The Streets. En 2008-09, fue una estrella invitada en la serie ABC Brothers & Sisters, y en 2010 apareció en un episodio de la serie de CBS The Good Wife. En 2011, fue una estrella invitada en el show Bar Karma. Interpretó a la detective Samantha Baker en las dos primeras temporadas de la serie de televisión de drama médico Body of Proof con Dana Delany y Jeri Ryan, que se estrenó en ABC el 29 de marzo de 2011.
El 30 de mayo de 2014, se anunció que Sohn se uniría a la temporada 2 de The Originals, en un papel recurrente como la bruja Lenzer, de la esther Esther Mikaelson
Sohn hizo su debut como directora con el documental de 2017 de HBO Baltimore Rising sobre las protestas de 2015 en Baltimore y la organización comunitaria que surgieron en respuesta a la violencia policial.

## Activismo
Con una trayectoria previa en activismo político (hizo campaña en Carolina del Norte en apoyo de la candidatura presidencial de 2008 de Barack Obama), Sohn tomó un descanso de la actuación en 2009 para concentrarse en asuntos sociales. Ella es la fundadora y directora ejecutiva de reWIRED for Change, un programa de alcance dirigido a comunicarse con (y finalmente rehabilitar) jóvenes en riesgo involucrados en actividades delictivas.

## Filmografía

### Cine
| Año  | Título                 | Rol                             | Notas             |
| ---- | ---------------------- | ------------------------------- | ----------------- |
| 1996 | Work                   | June                            |                   |
| 1998 | Slam                   | Lauren Bell                     | Also screenwriter |
| 1999 | Getting to Know You    | Lynn                            |                   |
| 1999 | Bringing Out the Dead  | Kanita                          |                   |
| 2000 | Shaft                  | Alice                           |                   |
| 2001 | Perfume                | Dandy                           |                   |
| 2002 | G                      | Shelly                          |                   |
| 2003 | The Killing Zone       | Jennifer                        |                   |
| 2008 | Step Up 2: The Streets | Sarah                           |                   |
| 2012 | The Wire: The Musical  | Detective Shakima 'Kima' Greggs | Short             |
| 2015 | The Missing Girl       | Franny                          |                   |
| 2017 | Domain                 | Atlanta                         |                   |
| 2019 | High Flying Bird       | Myra                            |                   |
| 2023 | Big George Foreman     | Nancy Foreman                   |                   |

### Televisión
| Año           | Título                             | Rol                             | Notas                              |  |
| ------------- | ---------------------------------- | ------------------------------- | ---------------------------------- |  |
| 1998          | Bronx County                       |                                 | Película para Televisión           |  |
| 2002–08       | The Wire                           | Detective Shakima 'Kima' Greggs | Serie regular, 56 episodios        |  |
| 2006–07       | Cold Case                          | Toni Halstead                   | Personaje recurrente, 5 episodios  |  |
| 2008–09       | Brothers & Sisters                 | Trish Evans                     | Personaje recurrente, 4 episodios  |  |
| 2010–13       | The Good Wife                      | Sonya Rucker                    | 2 episodio                         |  |
| 2011          | Bar Karma                          | Lucy Borden                     | Episodio: "An Open Mind"           |  |
| 2011–12       | Body of Proof                      | Samantha Baker                  | Serie regular, 29 episodios        |  |
| 2012          | Drop Dead Diva                     | Judge Vivian Holston            | Episodio: "Jane's Getting Married" |  |
| 2012          | Burn Notice                        | Agent Olivia Riley              | Recurring role, 5 episodios        |  |
| 2013          | Law & Order: Special Victims Unit  | Lisa Carter                     | Episode: "American Tragedy"        |  |
| 2014–15       | The Originals                      | Lenore / Esther                 | Personaje recurrente, 8 episodios  |  |
| 2015          | Last Week Tonight with John Oliver | Police Officer                  | Episodio: "Public Defenders"       |  |
| 2016          | Luke Cage                          | Captain Betty Audrey            | Recurring role, 3 episodios        |  |
| 2016          | Shut Eye                           | Gabriella                       | 5 episodios                        |  |
| 2017          | Baltimore Rising                   |                                 | Director                           |  |
| 2018–presente | The Chi                            | Laverne Johnson                 | 10 episodios                       |  |
| 2019          | Godfather of Harlem                | Nell                            | 1 episodio                         |  |
| 2019–present  | Star Trek: Discovery               | Dr. Gabrielle Burnham           | 8 episodios                        |  |
| 2020          | Utopia                             | Agent Katherine Milner          | 3 episodios                        |  |
| 2021          | The slow hustle                    |                                 |                                    |  |